# خشکک
خشکک (به لاتین: Khoshkak) یک منطقهٔ مسکونی در افغانستان است که در ولایت بامیان واقع شده‌است.